# Need for Speed II
Need for Speed II ist der zweite Teil der von Electronic Arts entwickelten Rennspielreihe Need for Speed und wurde zunächst am 12. April 1997 in den USA veröffentlicht. Die Veröffentlichung in Europa erfolgte am 3. Februar 1998. Im Gegensatz zu seinem Vorgänger hat das Spiel eine deutlich arcade-lastigere Steuerung.

## Spielprinzip
Im Spiel gibt es ausschließlich Rundstrecken, auf denen man mit dem Bonuswagen FZR 2000 Geschwindigkeiten von über 400 km/h erreichen kann. Erstmals sind mit drei neuen Wagen auch Prototypen und Showcars im Fuhrpark vorhanden. Ebenfalls ein Zeichen für die deutlich arcade-lastige Auslegung des Spiels stellt das deutlich angezogene Spieltempo dar, welches ein wesentlich besseres Geschwindigkeitsgefühl vermittelt als noch The Need for Speed. Als Mehrspielerpart bekam Need for Speed II noch einen Splitscreenmodus spendiert, mit welchem man zu zweit an einem PC gegeneinander antreten kann.
Die Special Edition von Need for Speed II unterstützt erstmals 3D-Beschleunigerkarten von 3dfx und bietet eine neue Strecke, Last Resort. Zusätzlich kann man darin alle Strecken rückwärts und spiegelverkehrt fahren. Dafür ist jedoch die Anzahl der wählbaren Farben für den Wagen des Spielers reduziert. Zudem lässt sich die Fahrphysik in drei Stufen zwischen „arcade“- und „simulationslastig“ verstellen, wobei letzteres zu einer erheblich schwierigeren Fahrt führt.

### Wagen
In der zweiten Version des Spiels gibt es über 11 Fahrzeuge; drei davon sind Prototypen und Showcars. Dabei beinhaltet die Special Edition insgesamt 14 Rennwagen:
- BMW Nazca C2 (Nur in der Special Edition enthalten)
- Ford Indigo (Bonus-Wagen, freispielbar)
- Ford GT90
- Italdesign Cala (Lamborghini Calá)
- Ferrari F50
- McLaren F1
- Jaguar XJ220
- Lotus Esprit
- Lotus Elise GT1
- FZR 2000 (Bonus-Wagen der Special Edition)
- Bomber BFS (Bonus-Wagen der Special Edition)
- Tombstone (NASCAR, Bonus-Wagen der Special Edition)
- Ferrari F355 (Nur in der Special Edition enthalten)
- Isdera Commendatore 112i
- Ford Mustang Mach III (Nur in der Special Edition enthalten)

Zusätzlich ließen sich über Cheats noch zahlreiche andere Fahrzeuge, die normalerweise den computergesteuerten Straßenverkehr auf den Strecken ausmachten, sowie bewegliche Objekte am Straßenrand (Kisten, Baumstämme, Marktbuden etc.) auswählen. Derart auswählbare Fahrzeuge waren beispielsweise dem VW T3 oder dem Mazda MX-5 nachempfunden.

### Strecken
Die Strecken zeichnen sich oft durch sehr schnelle Abschnitte aus und befinden sich teilweise an sehr exotischen Orten, was den arcadelastigen Charakter des Spiels noch mehr unterstreicht. Es sind abgesehen vom Rennoval Proving Grounds normale Straßen, also keine eigentlichen Rennstrecken. Im freien Spiel kann sich auf den Kursen wahlweise auch normaler Straßenverkehr befinden (außer in Proving Grounds).
- Proving Grounds (Rennoval in Norwegen)
- Outback (Australien)
- Last Resorts (Mexico, nur in der Special Edition enthalten)
- North Country (Alpen)
- Pacific Spirit (Kanada)
- Mediterraneo (Griechenland)
- Mystic Peaks (Nepal)
- Monolithic Studios (Hollywood, Bonus-Strecke)

## Rezeption
Die spielerischen Veränderungen im Vergleich zum Vorgänger hielten sich in Grenzen. Dafür wurde die Performance weiter verbessert. Der plötzliche Wechsel von Straßenbelägen erfordere Konzentration, die Streckenführung sei anspruchsvoll und erfordere Übung. Die sieben Strecken seien zwar lang, echte Höhepunkte fehlten jedoch. Zudem sei die Anzahl an Spielmodi kurz. Die Musik steche positiv hervor.